# Soma Meshino
Soma Meshino (食野 壮磨 Meshino Sōma?, Izumisano, Osaka, 20 de mayo de 2001) es un futbolista japonés que juega como centrocampista.

## Trayectoria
En 2019 se unió al Gamba Osaka de la J1 League.

## Clubes
| Club               | País  | Año   |
| ------------------ | ----- | ----- |
| Gamba Osaka sub-23 | Japón | 2019  |
| Tokyo Verdy        | Japón | 2024- |